# Sista chansen (film, 1973)
Sista chansen, italiensk film från 1973 baserad på Franco Ennas roman Stateline Motel.

## Handling
Två amerikaner som rånat en kanadensisk juvelerare stämmer träff nära den amerikanska gränsen för att dela på bytet. En av dem råkar ut för en olycka och fastnar på ett hotell medan bilen blir reparerad. Hotellets ägare blir kär i honom, men blir misstänksam när polisen kommer till hotellet.

## Om filmen
Filmen är inspelad i Kanada och hade svensk premiär den 2 januari 1975, den är tillåten från 15 år.

## Rollista
- Eli Wallach - Joe
- Ursula Andress - Michelle Nolton
- Fabio Testi - Floyd
- Massimo Girotti - Fred Norton
- Howard Ross - Jack
- Barbara Bach - Emily
- Carlo De Mejo - Albert
- Céline Lomez - Servitris
- Susanna Onofri - Myriam
- Luigi Antonio Guerra